# Agnita
Agnita (en húngaro: Szentágota) es una ciudad de Rumania en el distrito de Sibiu.

## Geografía
Se encuentra a una altitud de 446 m s. n. m. a 327 km de la capital, Bucarest.

## Demografía
Según estimación 2012 contaba con una población de 12 039 habitantes.
| 1948 | 1956  | 1966   | 1977   | 1992   | 2002   | 2012   |
| s/d  | 9 108 | 10 865 | 12 853 | 12 325 | 10 894 | 12 039 |